# إحشتيلكن (سيدي يحيى أو ساعد)
إحشتيلكن هي إحدى مشيخات المملكة المغربية، تتبع جغرافيا لإقليم خنيفرة وإداريًا لسيدي يحيى أو ساعد. يقدر عدد سكانها بـ 3942 نسمة حسب الإحصاء الرسمي للسكان والسكنى لسنة 2004.